# Calottes polaires martiennes
 (septembre 2024).
Si vous disposez d'ouvrages ou d'articles de référence ou si vous connaissez des sites web de qualité traitant du thème abordé ici, merci de compléter l'article en donnant les références utiles à sa vérifiabilité et en les liant à la section « Notes et références ».
Pour les articles homonymes, voir Calotte polaire.
Les calottes polaires martiennes sont des étendues permanentes de glace situées aux pôles de la planète Mars. Ces deux calottes polaires, au pôle Nord (boréale, quadrangle de Mare Boreum) et au pôle Sud (australe, quadrangle de Mare Australe) sont composées en particulier de glace d'eau, de glace de dioxyde de carbone et de poussières. Leurs étendues connaissent d'importantes variations saisonnières.

## Histoire

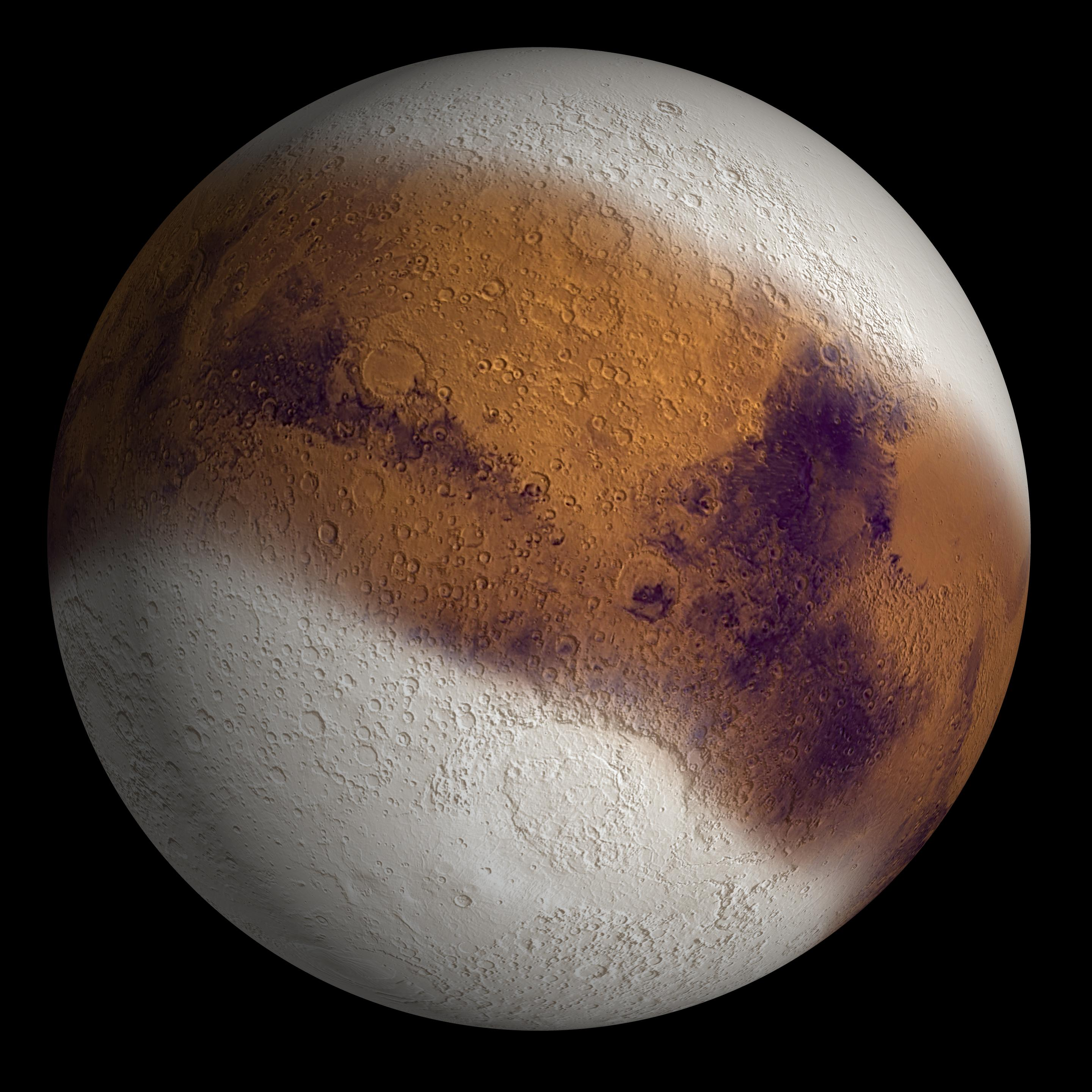
Vue d'artiste de Mars pendant sa période glaciaire, il y a 2,1 millions à 400 000 ans.

Les premières observations des « taches blanches » des deux pôles (de tailles variables selon les saisons) remontent au XVIIe siècle. Les astronomes Jean-Dominique Cassini (en 1666), Christian Huygens (en 1672), William Herschel (en 1784) et Camille Flammarion (vers 1876) utilisent pour cela la lunette astronomique.

## Description

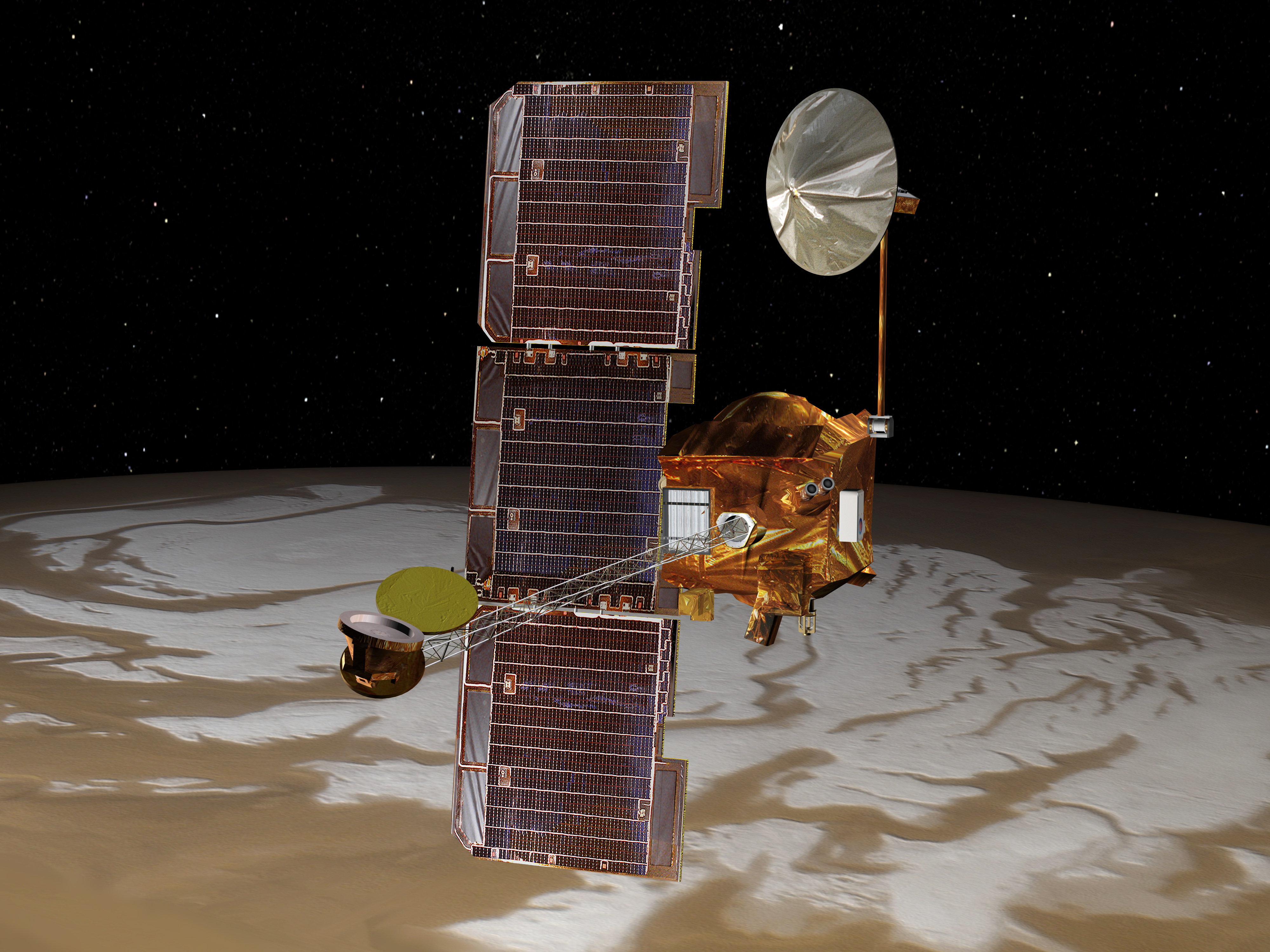
Vue d'artiste de la sonde spatiale 2001 Mars Odyssey au-dessus du pôle Sud.

Les calottes martiennes suivent un cycle saisonnier annuel observable depuis la Terre. La calotte polaire saisonnière se forme à l'automne et se maintient tout l'hiver. L'hiver austral (au Sud) est plus long et plus froid que l'hiver boréal (dans l'hémisphère Nord). La calotte australe va jusqu'à 50° de latitude planétocentrique tandis que celle boréale ne dépasse pas les 65° de latitude. Au printemps, la calotte saisonnière fond et laisse découvrir la calotte permanente, constituée en majeure partie, aux deux pôles, de glace d'eau sur Mars.
Durant les hivers polaires, les calottes polaires martiennes sont plongées dans l'obscurité continue, sous des températures comprises entre −125 °C et −140 °C, et une pression atmosphérique au sol très faible de 6 ou 7 millibars (mb) (soit 1 % de la pression terrestre). L'atmosphère de Mars (composée de 95 % de CO2, 0,13 % d'oxygène et 0,03 % de vapeur d'eau) se précipite alors pour 25 à 30 % de sur la calotte sous forme de plaques de glace de dioxyde de carbone (CO2),. Quand les pôles sont de nouveau exposés à la lumière du soleil, les températures remontent entre −60 °C et −30 °C et le dioxyde de carbone repasse à l'état gazeux par sublimation, créant de très puissants vents soufflant jusqu'à 400 km/h aux pôles. Ces variations saisonnières transportent de grands volumes de poussière et de vapeur d'eau, causant l'apparition de givre et de grands cirrus.

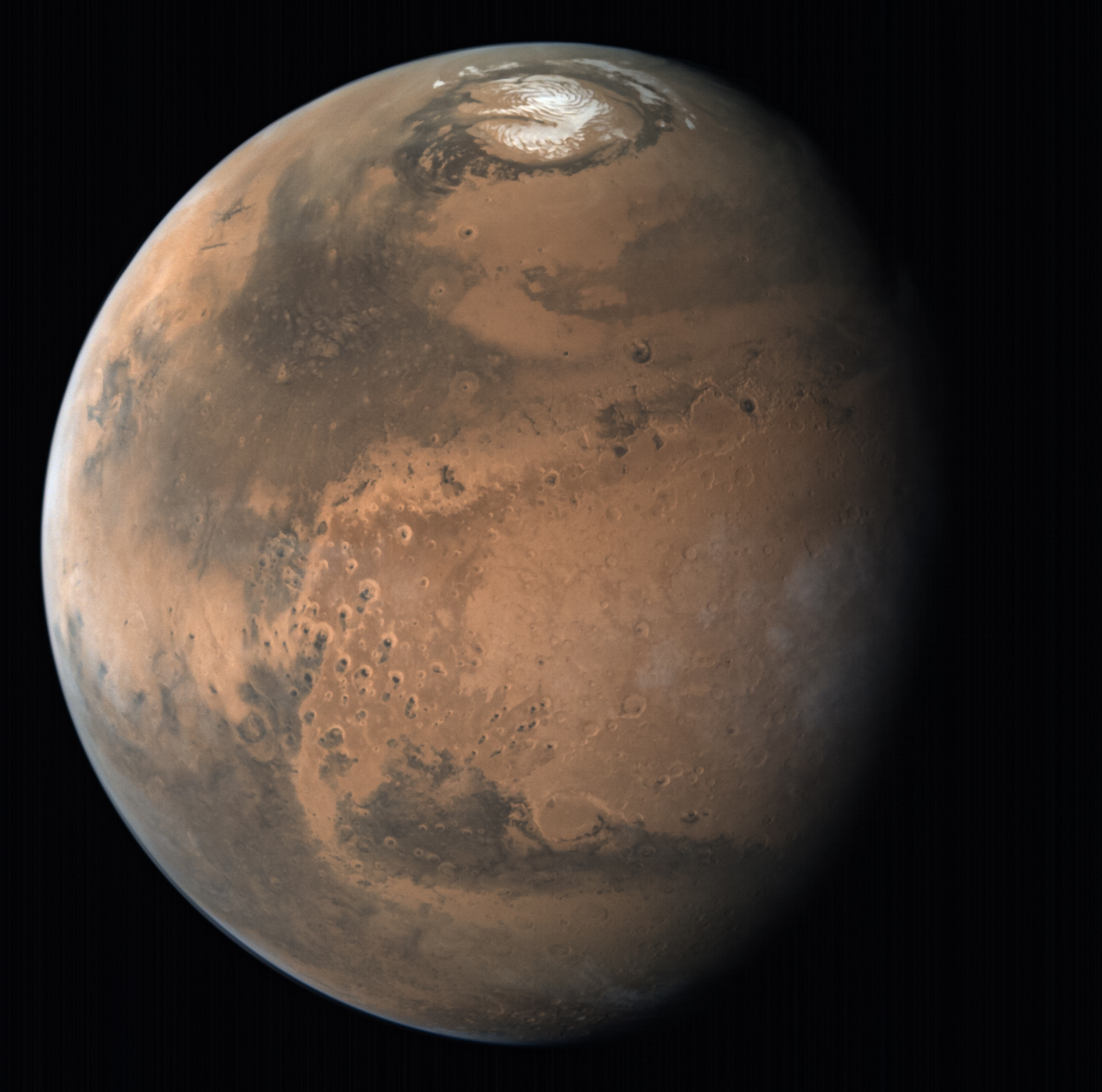
Calotte polaire Nord (boréale).
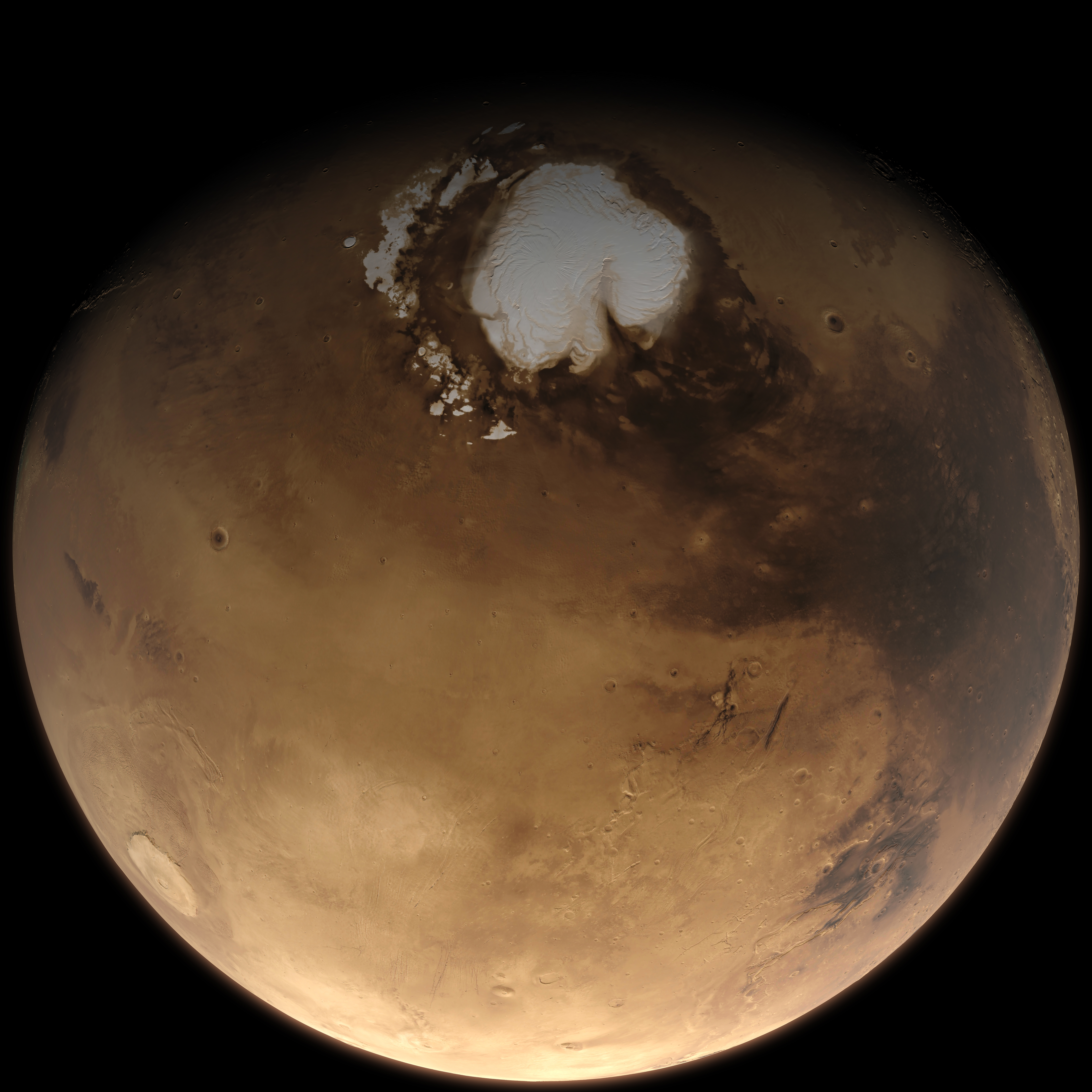
Calotte polaire Nord.
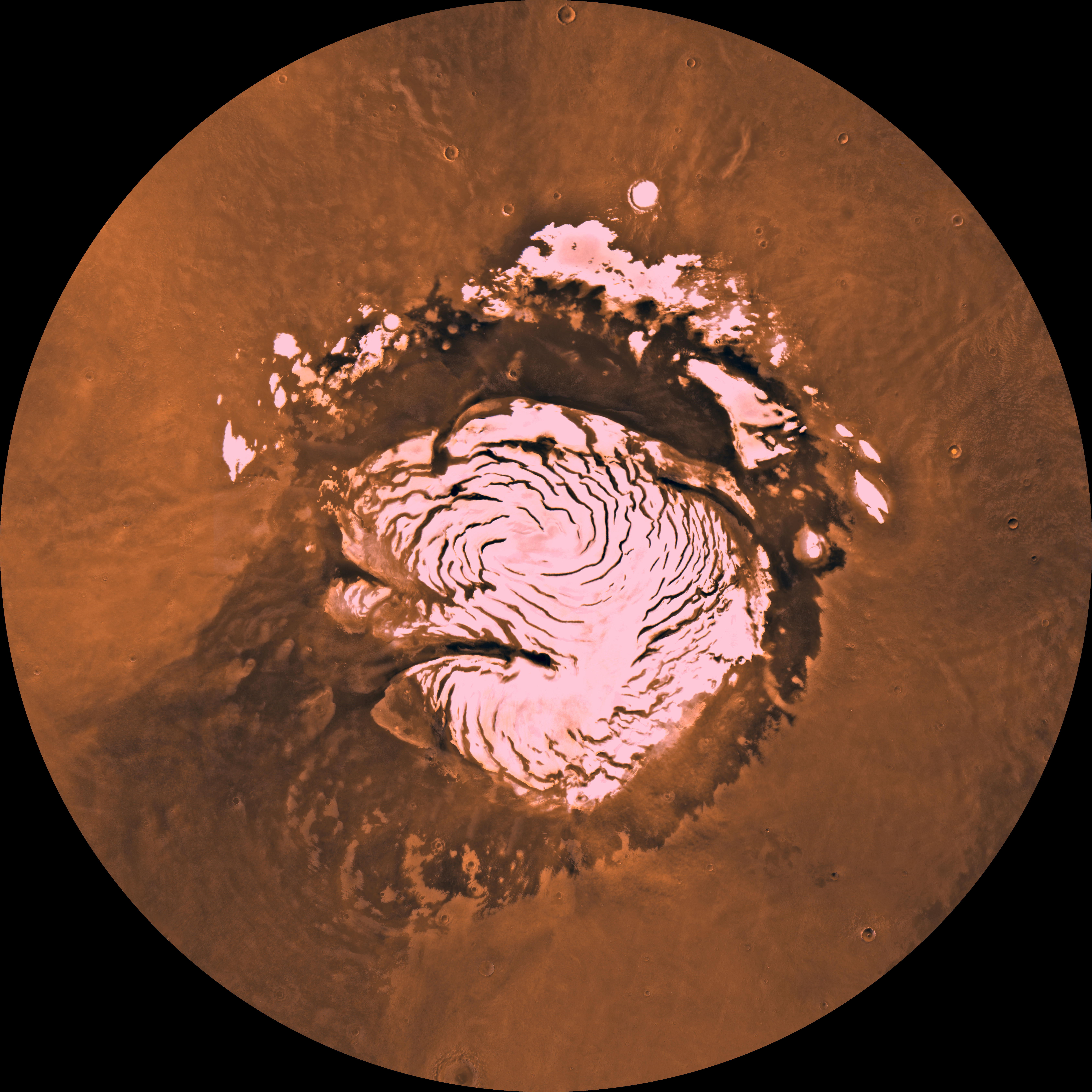
Calotte polaire Nord.
Importantes variations saisonnières annuelles des calottes polaires Nord et Sud.
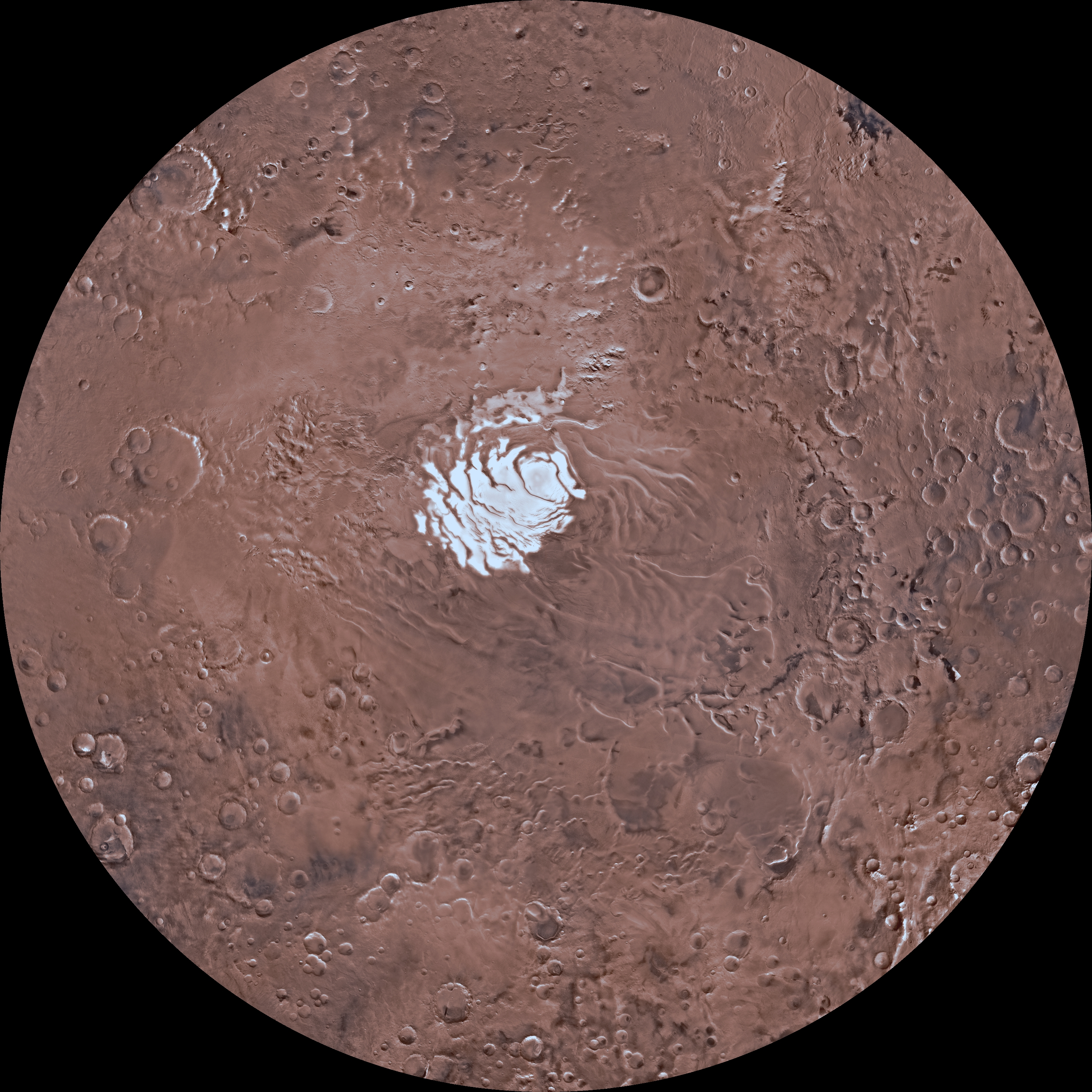
Calotte polaire Sud (australe).
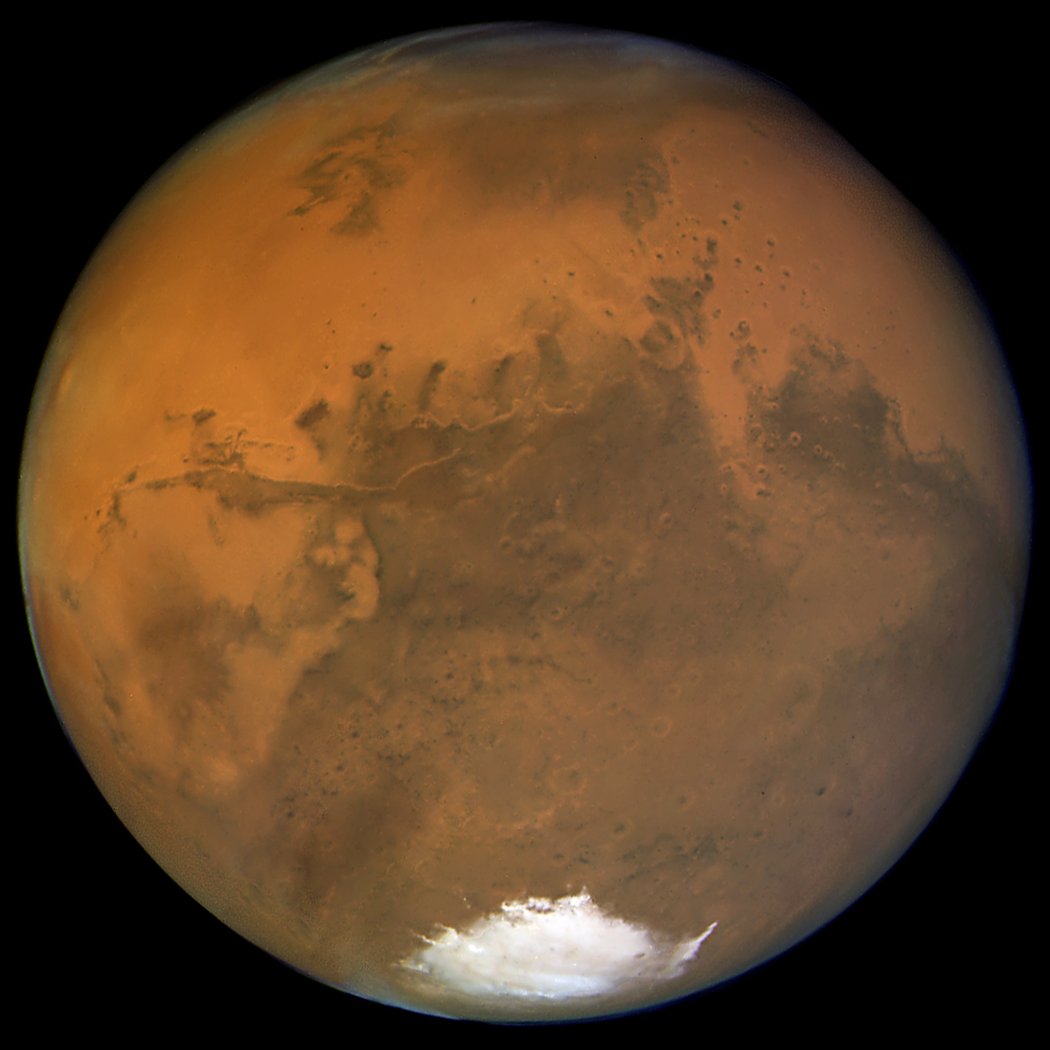
Calotte polaire Sud.

## Couches
Les calottes polaires de Mars sont de deux types, celles résiduelles (permanentes, d'été) et celles saisonnières (polaires, transitoires, ou hivernales), les plus étendues. Les calottes résiduelles, d'environ 1 000 km de diamètre au Nord et 350 km de diamètre au Sud, sont composées (à l'image de glaciers martiens) d'un empilement de couches de glace et de poussière de plusieurs kilomètres d'épaisseur, constitué en majeure partie de glace d'eau. En hiver, une couche de glace carbonique s'y superpose sur un ou deux mètres d'épaisseur ; on parle alors de calotte saisonnière. Le vent façonne les canyons et les fosses, en déposant des matériaux sur les reliefs qui sont ensuite enfermés dans la glace.

## Calotte polaire Nord

Calotte polaire boréale de Mars
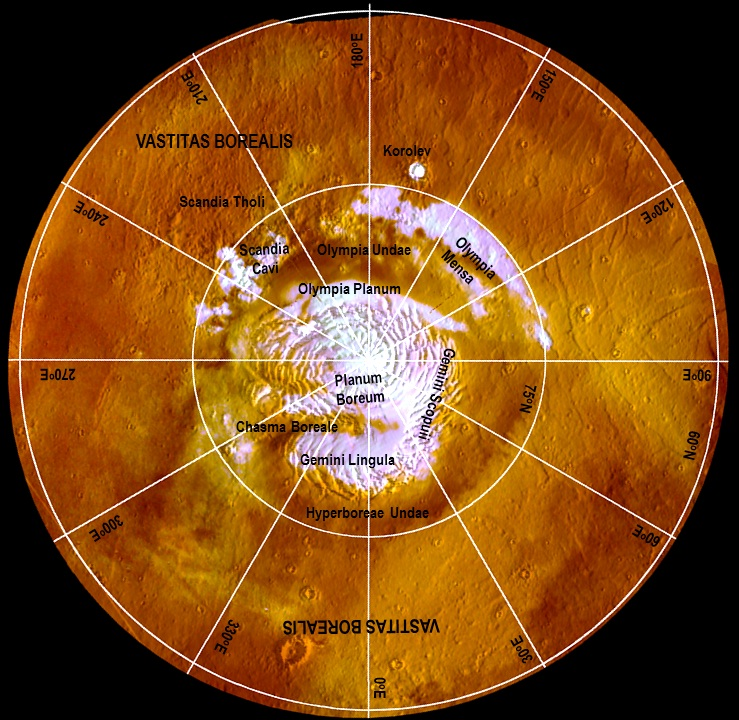
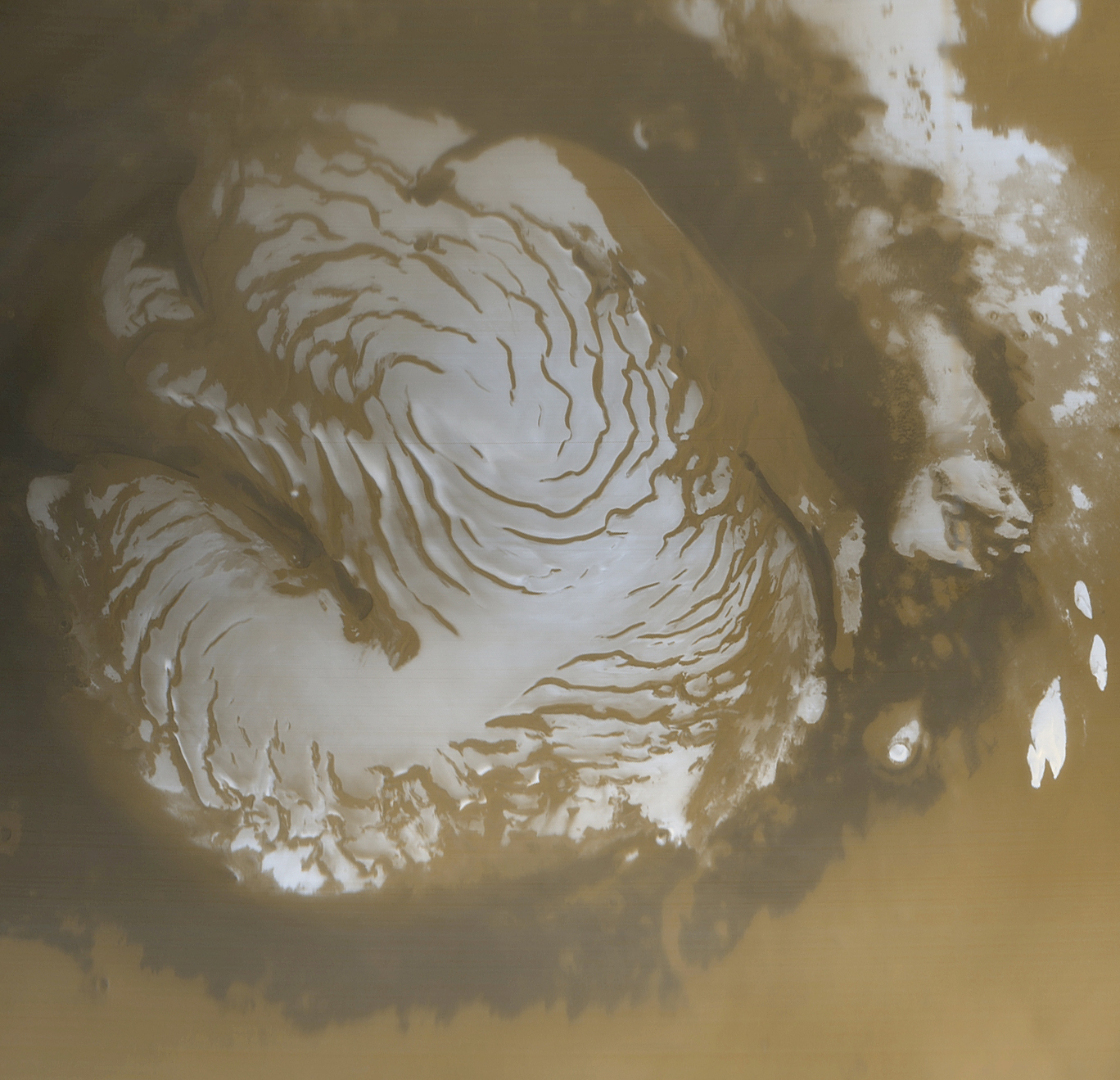
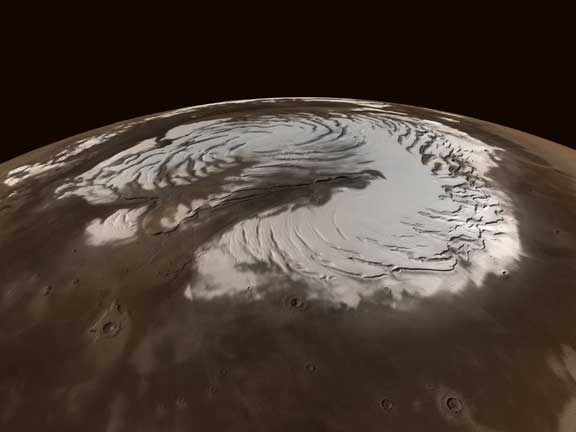
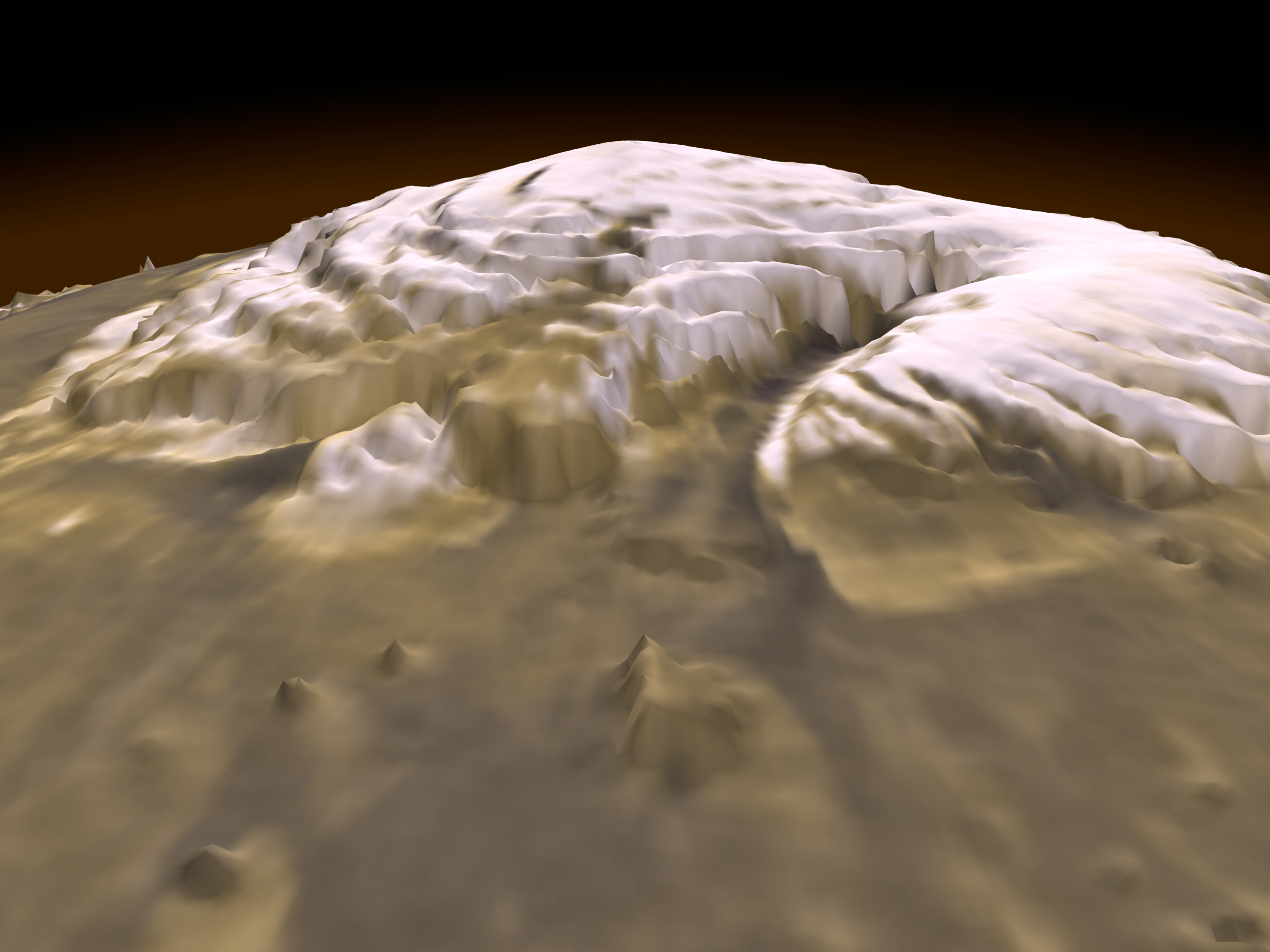

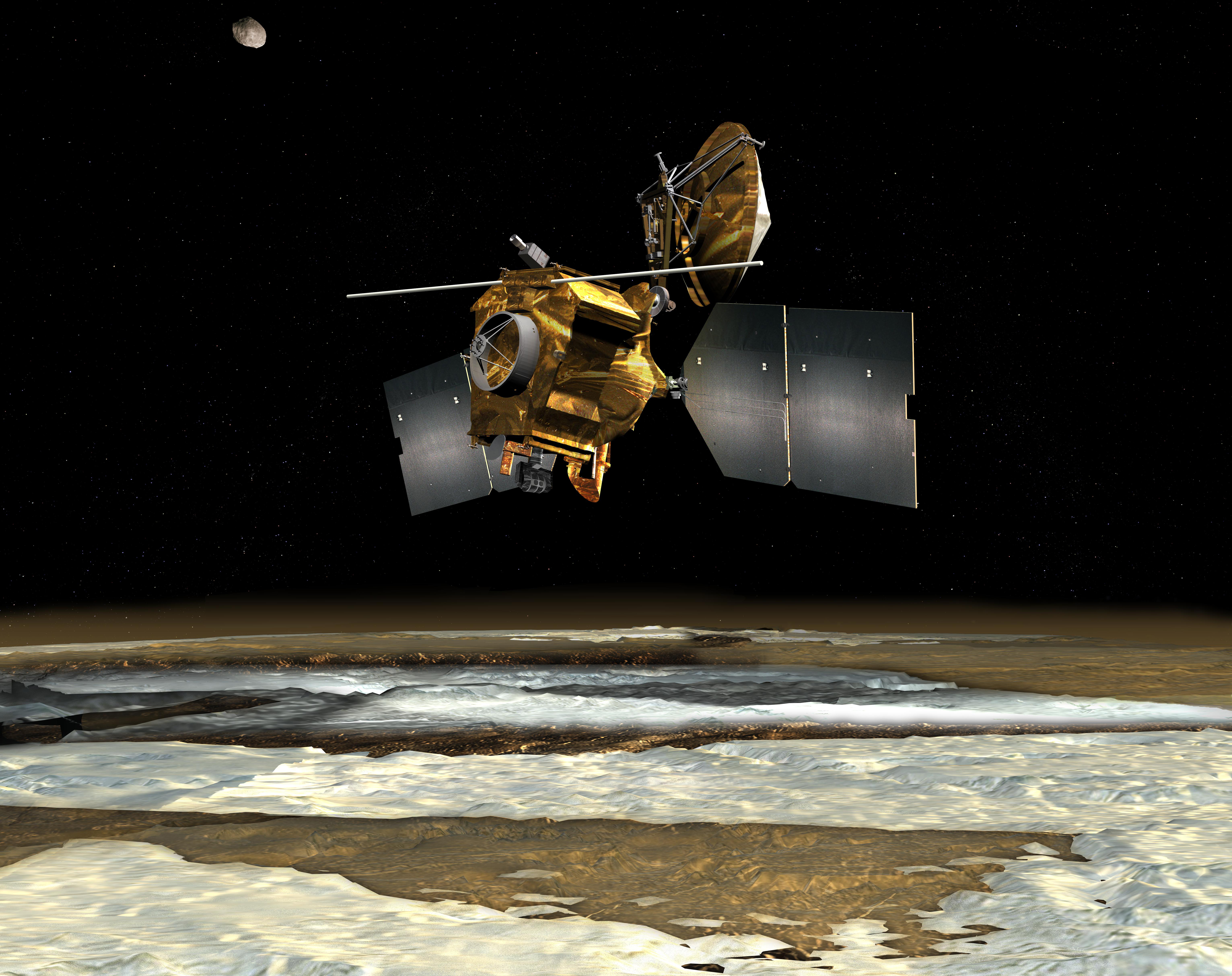
Vue d'artiste du survol de Mars Reconnaissance Orbiter au-dessus du pôle Sud.

La calotte boréale, de 1 000 km de large, est bien plus imposante que la calotte australe. Elle est également plus facile à observer pour les scientifiques, car son capuchon de dioxyde de carbone fond complètement chaque année. Le spectromètre infrarouge MAWD des sondes Viking, qui permet de mesurer la teneur en vapeur d’eau, et leur radiomètre infrarouge IRTM, qui permet de suivre l’évolution de la température au sol, ont permis de déterminer que la composante principale de cette calotte est l’eau,.
Comme sur Terre, la calotte boréale enferme différentes couches qui représentent les variations climatiques. L’instrument Sharad permet d’ausculter la glace sur 1 km de profond. On y trouve de la roche, du sable et de l’eau gelée, qui ont des pouvoirs de réflexion différents. Ces couches se sont constituées par l’empilement alternatif de glace et de poussière depuis la formation de Mars. La sonde Phoenix a été envoyée en 2007 pour mesurer la présence d’hydrogène dans le sous-sol[pourquoi ?].

## Calotte polaire Sud

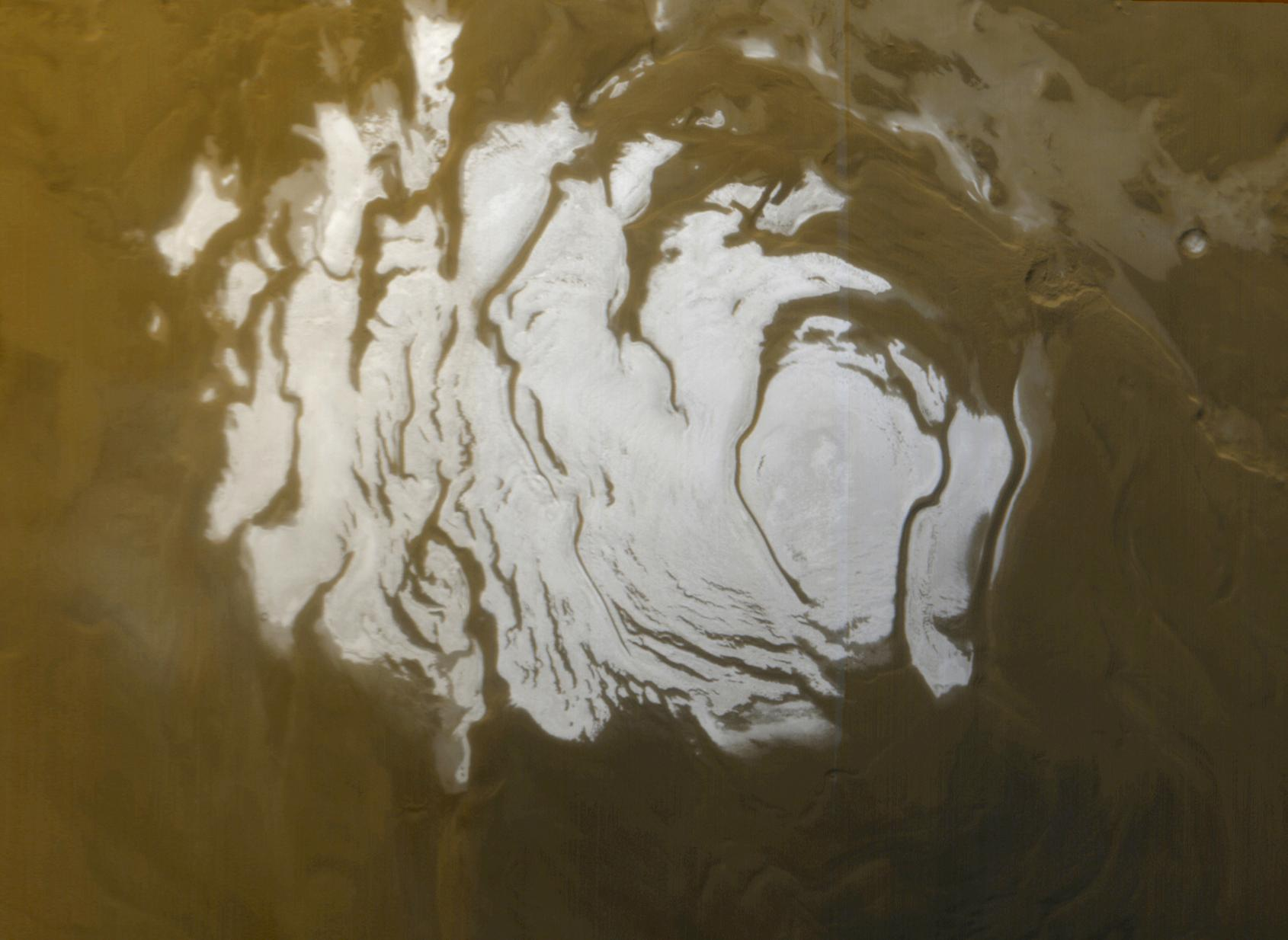
Vue de la calotte australe de Mars par la sonde Mars Global Surveyor.

La calotte australe fait 350 km de diamètre, soit un peu plus de 6° d'extension planétocentrique, et est centrée à 4° du pôle Sud, par 30° de longitude. Elle est bien plus petite que la calotte boréale. Elle est composée principalement de neige carbonique, c’est-à-dire du dioxyde de carbone (CO2) solide. Le dioxyde de carbone se sublime : il passe d’un état solide à celui de gaz, ce qui augmente[Comment ?] la concentration de vapeur d’eau dans l’atmosphère. L’eau ferait donc partie de la composition de la calotte Sud. La calotte australe est constituée d’une banquise surmontée d'une couche de dioxyde de carbone fine de dix mètres environ. Des dépressions circulaires se forment et s’agrandissent chaque année, qui suggèrent que la calotte Sud est en train de fondre. Sur Terre, le CO2 atmosphérique est contenu dans les roches sédimentaires. Or, pour l’instant aucune roche sédimentaire n’a été retrouvé sur Mars donc le CO2 atmosphérique serait contenu dans les calottes polaires[pourquoi ?]. Les calottes glaciaires ont ainsi un rôle de réservoir de CO2, vestige d’une épaisse atmosphère.

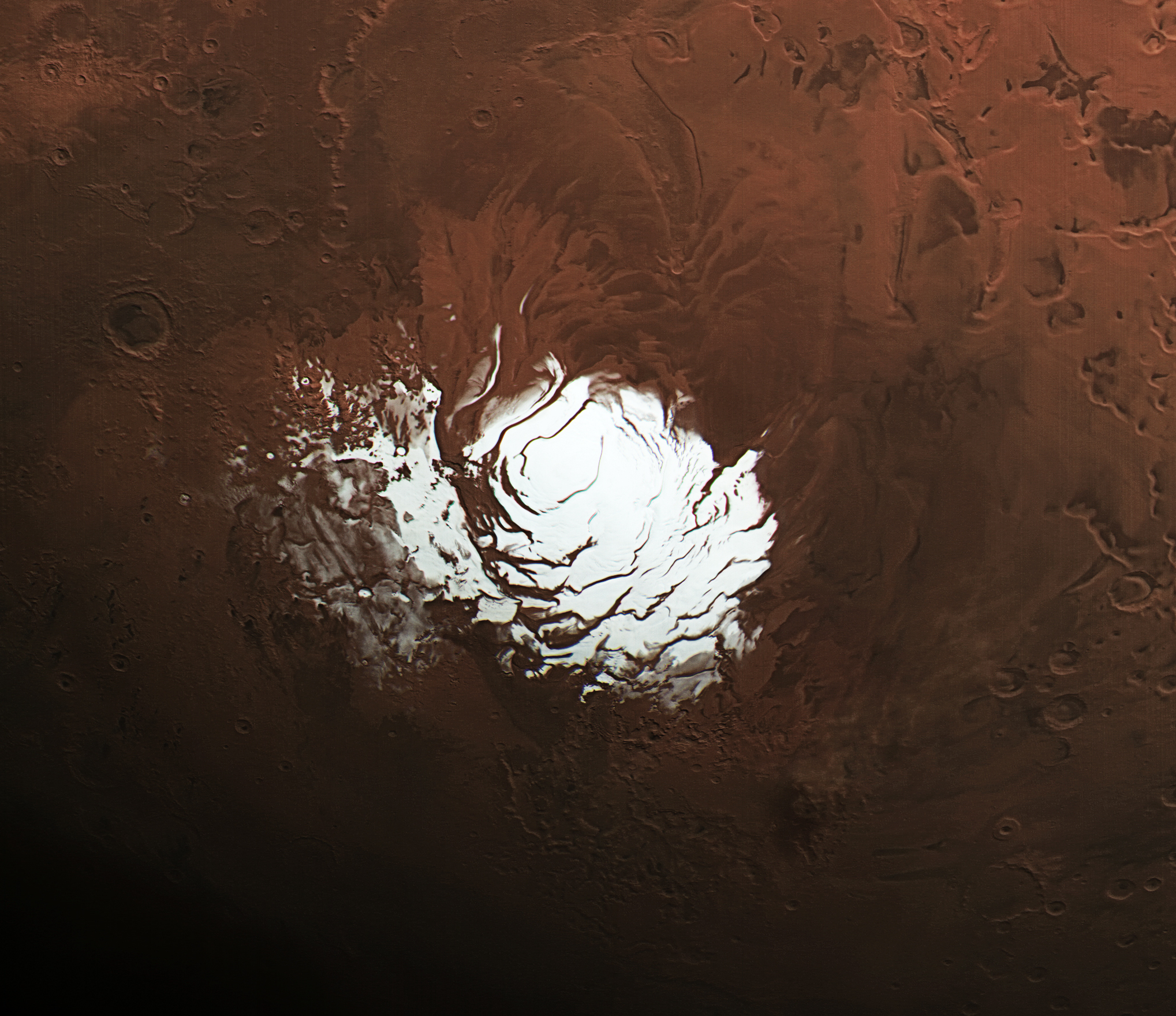
La sonde Mars Express.

La calotte polaire résiduelle est décalée de quelques degrés (3° ou 4°) par rapport à la calotte saisonnière et n’est pas placée symétriquement autour du pôle Sud. Une cartographie de la température de l’atmosphère au sol et jusqu’à 50 km de hauteur au-dessus de l’hémisphère Sud montre[Comment ?] que le CO2 s’imbrique[C'est-à-dire ?] dans la calotte durant le passage de l’automne à l’hiver[réf. incomplète]. L’hémisphère ouest a une basse pression tandis que l’hémisphère est a une haute pression. Cette différence de pression génère des vents, qui rendent l’imbrication du CO2 dans la glace possible et permettent la circulation atmosphérique. Cette dernière est elle-même accentuée par la présence de cratères[Comment ?]. Tous ces éléments influencent le système climatique martien.

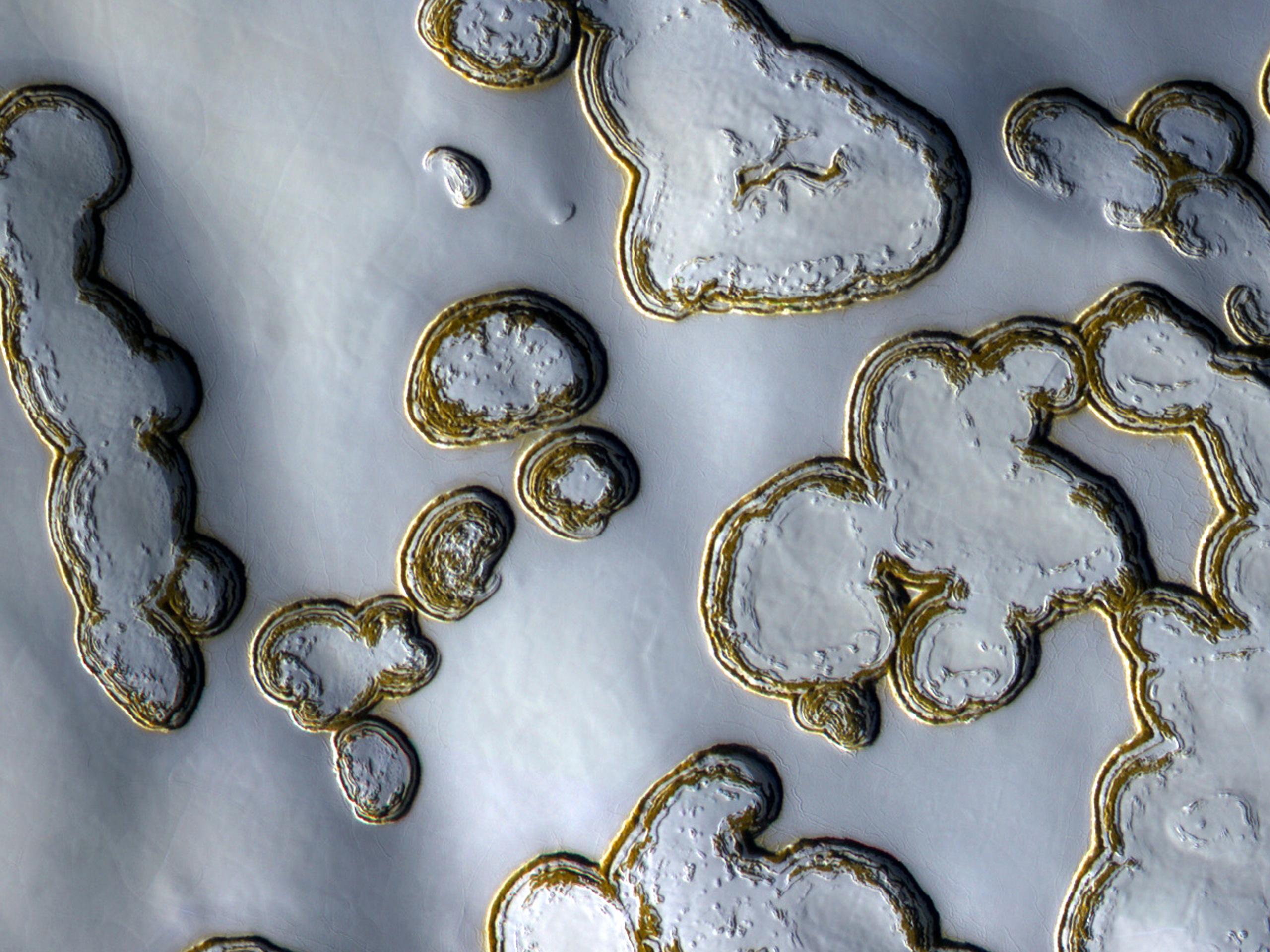
Exemple de glace de dioxyde de carbone de la calotte polaire permanente Sud, à la fin de l'été.

Dans le système de basse pression, on est en dessous du point de condensation pour le CO2, qui se condense alors, retombe sur le sol sous forme de neige et finit par geler. Dans le système de haute pression, les conditions ne sont pas réunies pour qu’il neige. Ainsi, la calotte australe est construite sur deux mécanismes différents. Ce système de pressions différentes explique pourquoi la calotte australe n’est pas placée symétriquement autour du pôle Sud. Les zones enneigées fondent peu car leur blancheur renvoie davantage la lumière du Soleil dans l’espace que les surface gelées, aux textures irrégulières formées de cratères, fosses, aspérités qui emprisonnent plus la lumière du Soleil.

### Structures géométriques de la calotte Nord

#### Formations dites «en gruyère»

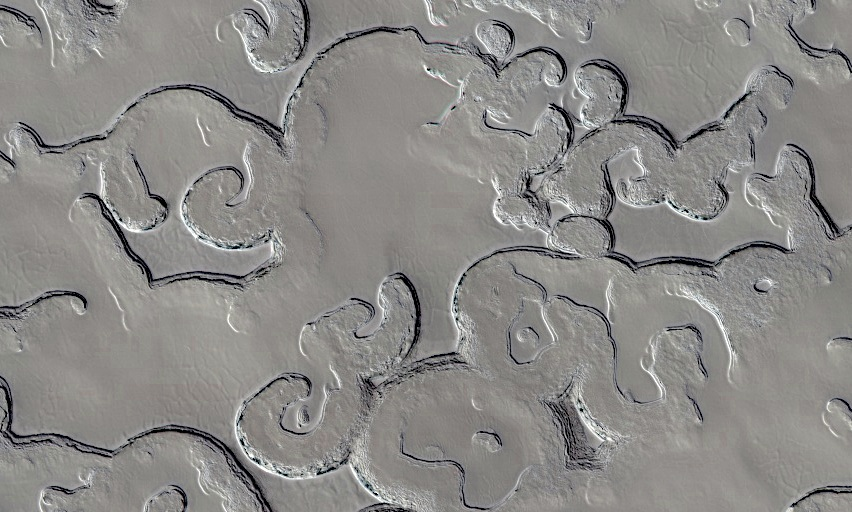
Exemple de formation de glace dite « en gruyère ».

Une structure dite en « gruyère » (Swiss cheese features (en)) a été repérée en été quand la calotte temporaire disparaît. Les cavités observées seraient dues à la sublimation de la couche de glace, qui en été est sèche et épaisse au maximum de 10 à 30 m. En automne, cette surface se recouvre de 1 à 2 m de glace carbonique temporaire, qui disparaît au printemps suivant.
Des signes de réchauffement climatique seraient visibles au pôle Sud de Mars. La taille des « trous » augmente été après été, ce qui entraîne une réduction des plateaux.

#### Structures «en araignée»

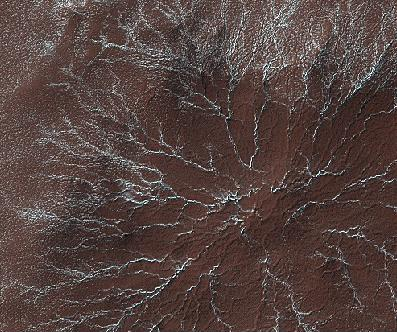
Exemple de structure de glace de dioxyde de carbone « en araignée ».

La sonde spatiale Mars Reconnaissance Orbiter, envoyée sur l'orbite de Mars en 2005, est la première à observer des dépôts de dioxyde de carbone sous forme de glace ressemblant à des araignées. Cette observation présente une structure « en gruyère », repérée sur la calotte polaire en été.
Ce phénomène provient de la fonte de la calotte carbonique, qui entraîne une érosion des roches séparées par ce qu’on appelle de la « pâte ». Ce sont des dépôts noirs en forme d’araignée, ou « terrains aranéiformes ». Ces dépôts partent d’une craquelure située à un pont unique. À la fonte de la calotte polaire, ils passent de l’état liquide à l'état gazeux, provoquant l’érosion des roches.
En automne, cette structure se recouvre d’une épaisse couche de glace qui se modifie très peu d’année en année, hormis la taille des trous qui augmente et entraîne une diminution de la surface de la « pâte ». La couche automnale de glace carbonique disparaît au printemps.